# Thielles Anemonenfisch
Thielles Anemonenfisch (Amphiprion thiellei) wurde 1981 anhand zweier Exemplare beschrieben, die aus dem Aquarienfachhandel stammen. Das natürliche Verbreitungsgebiet der Fische ist unbekannt. Wahrscheinlich wurden die beiden Exemplare bei den Philippinen gefangen. Es gibt weder Naturbeobachtungen, noch wurden weitere Exemplare beschrieben. Wahrscheinlich handelt es sich bei den Fischen um einen Hybriden zwischen dem Orangeflossen-Anemonenfisch (A. chrysopterus) und dem Orangen Anemonenfisch (A. sandaracinos).  Mit welcher Seeanemone der Fisch in Symbiose lebt, ist nicht dokumentiert.

## Merkmale
Thielles Anemonenfisch ist bräunlich-orange gefärbt. Ein breiter, weißer Querstreifen zieht sich direkt hinter dem Auge über den Kopf. Auf der Oberseite des Schwanzflossenstiels befindet sich ein sattelförmiger, weißer Fleck. 
Die Rückenflosse hat 10 bis 11 Hart- und 16 Weichstrahlen, die Afterflosse 2 Hart- und 14 Weichstrahlen. Bei einem der beiden beschriebenen Fische ist die Basis des weichstrahligen Teils der Rückenflosse weiß. Die Brustflossen werden von 16 bis 17 Flossenstrahlen gestützt. Auf dem ersten Kiemenbogen befinden sich 13 Kiemenreusenfortsätze. Die Exemplare, nach denen die Art beschrieben wurde, waren knapp über fünf Zentimeter lang, es wird jedoch eine Maximallänge von sieben bis neun Zentimeter angenommen. Die Länge beträgt das 2,3- bis 2,5fache der Körperhöhe. Die Seitenlinie wird von 32 bis 34 Schuppen begleitet.